# Grabków (Końskie)
Pour les articles homonymes, voir Grabków.
Grabków est une localité polonaise de la gmina et du powiat de Końskie en voïvodie de Sainte-Croix.